# 结构工程

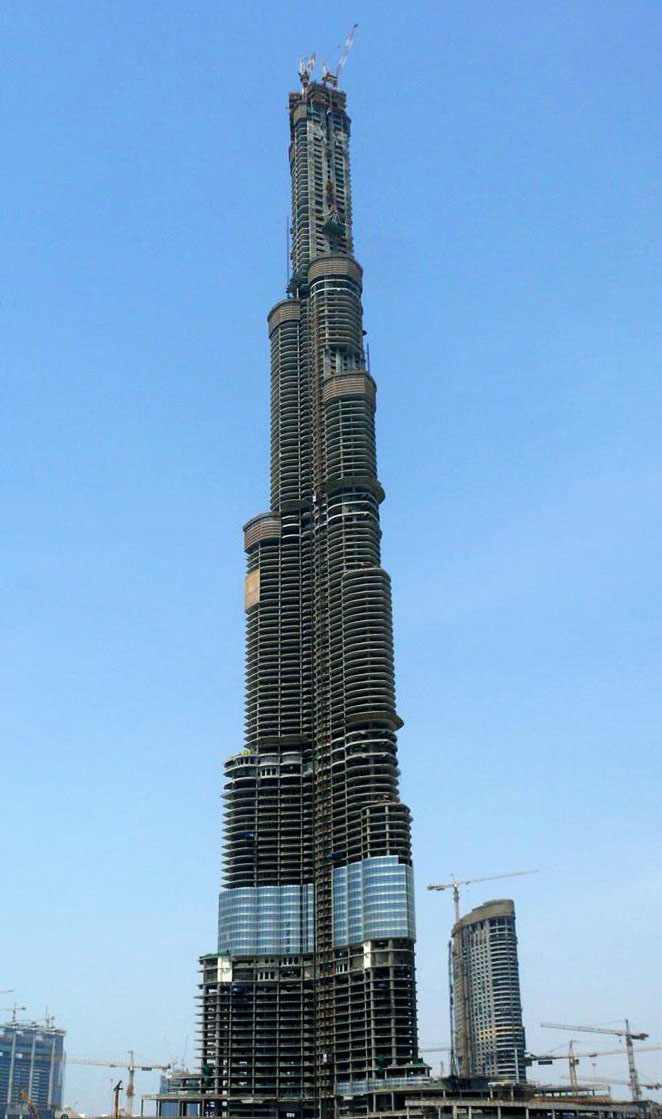
哈里发塔，位于迪拜，世界第一高楼，2007年建设中场景

结构工程（英語：Structural Engineering）是分析和设计荷载作用下的建筑结构的工程学科目。结构工程通常被归类为土木工程的分支，但也可以作为一门独立学科来研究。
结构工程师通常参与房屋建筑和其他大型结构的设计，但也能参与到诸如机械、医疗设备、汽车等结构可靠性会影响使用和安全的领域。结构工程师必须按照国家或行业规范来设计，确保安全性（如：结构不能在毫无征兆的情况下破坏）、可维护性以及可用性（如：房屋不能有太大的变形，避免使用者不适）。设计出来的建筑必须能承受巨大的荷载，以及气候变化和自然灾害。
结构工程理论是建立于在不同场地和材料下，结构所表现出来的物理规律和工程经验之上。结构设计一般用少数几种简单的结构构件来组成复杂的结构体系。

## 结构工程师

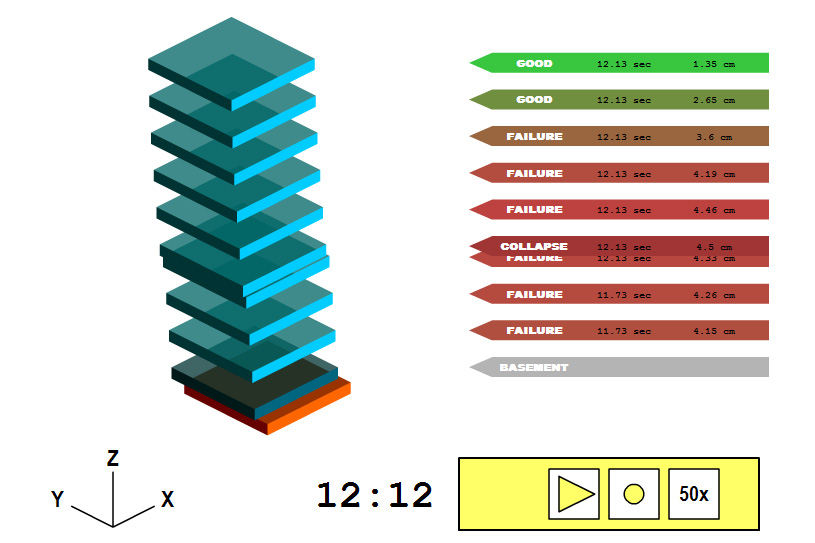
「線上地震性能評估工具 」(EPETO) 的軟體，演算模擬圖。
可以在使用和不使用 ， 振動控制的情況下對構建模型進行各種 3-D 動畫虛擬實驗。這裡展示的是一座 9 層建築模型的動畫列印螢幕，該模型在第 4 層發生碰撞時使用剪切黏性隔離系統進行了加固。

结构工程师为工程分析和设计负责。刚入门的结构工程师会设计建筑物的一些相对独立结构构件，例如梁、柱、楼板。熟练工程师则负责建筑物的整体结构分析。
结构工程师通常细分到不同的领域，如桥梁工程师、建筑工程师、管道工程师、工业建筑工程师，以及特定的机械设计行业如汽车和飞机。
自从人类开始建设自己的房屋，结构工程师 就出现了。19世纪晚期的工业革命，科学技术的大发展使得结构工程师逐渐独立于建筑师。在那之前，建筑师和结构工程师通常是一个人，称为主石匠。
现在，结构工程师需要完全理解静态与动态荷载，以及相对应最适合的结构形式。现代建筑的复杂性要求结构工程师极富创造力的工作。一个结构工程师通常需要四到五年的高等教育，三年左右的工作实践才能被认为基本胜任工作。
结构工程师的从业资格和认证一般由全世界特定的学术组织和监管机构（例如，英国的结构工程师协会（英文））。根据从业人员的学会和他们参加的考试，一般被认可为结构工程师或者土木工程师。

## 结构工程历史

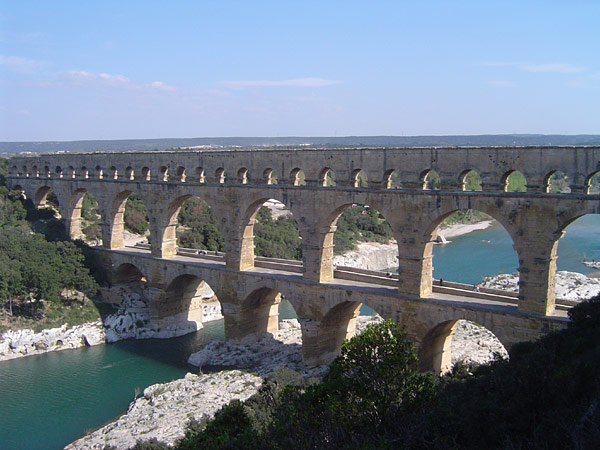
加尔桥，法国，公元前19年，古罗马时期修建的输水渡槽

结构工程的历史可以追溯到公元前2700年时由伊姆荷太普主持修建的左塞尔金字塔，伊姆荷太普是第一个在历史上留下名字的工程师。金字塔是古代文明建造的最常见的结构形式，因为金字塔结构形式是内在稳定的且可以被几乎是无限缩放（相对于其他大多数其他结构形式，增加大小不会线性比例地增加负荷）。
在整个古代和中世纪，大多数建筑物的设计和施工，是由工匠主持，如石匠和木匠。没有系统的结构理论，对结构如何工作的认识极为有限，工程施工几乎完全基于经验。知识是由同业公会保留，很少进步。建筑物只是重复的结构。
没有记录显示谁首先计算结构构件的强度或结构材料的表现，但结构工程专业真正发展起来是在，工业革命和混凝土重新发明（见混凝土历史）之后。文艺复兴时期，基本结构的物理科学开始被理解，并一直发展至今。

### 结构失效
土木工程的历史伴随着大量的失效和垮塌。有时候这些事故是因为明显的疏忽，如发生在海地的佩蒂翁维尔学校倒塌事故，负责人福尔廷·奥古斯廷牧师说“我自己主持设计建造了这房屋，我不需要什么工程师”，结果三层的校舍局部垮塌。事故造成362人死亡，绝大多数是上课的孩子。
其他情况的结构失效常需要仔细的研究分析，因为原先的设计师常似乎做了一切行业认可的做法，但结构依然失效，然而这些研究结果常常大大地促进结构工程的发展。这样的研究也被称为法医工程。对1970年代发生在澳大利亚的一系列结构失效，包括箱梁的失效的研究大大促进了结构工程知识的发展。

## 专业

### 建筑结构工程

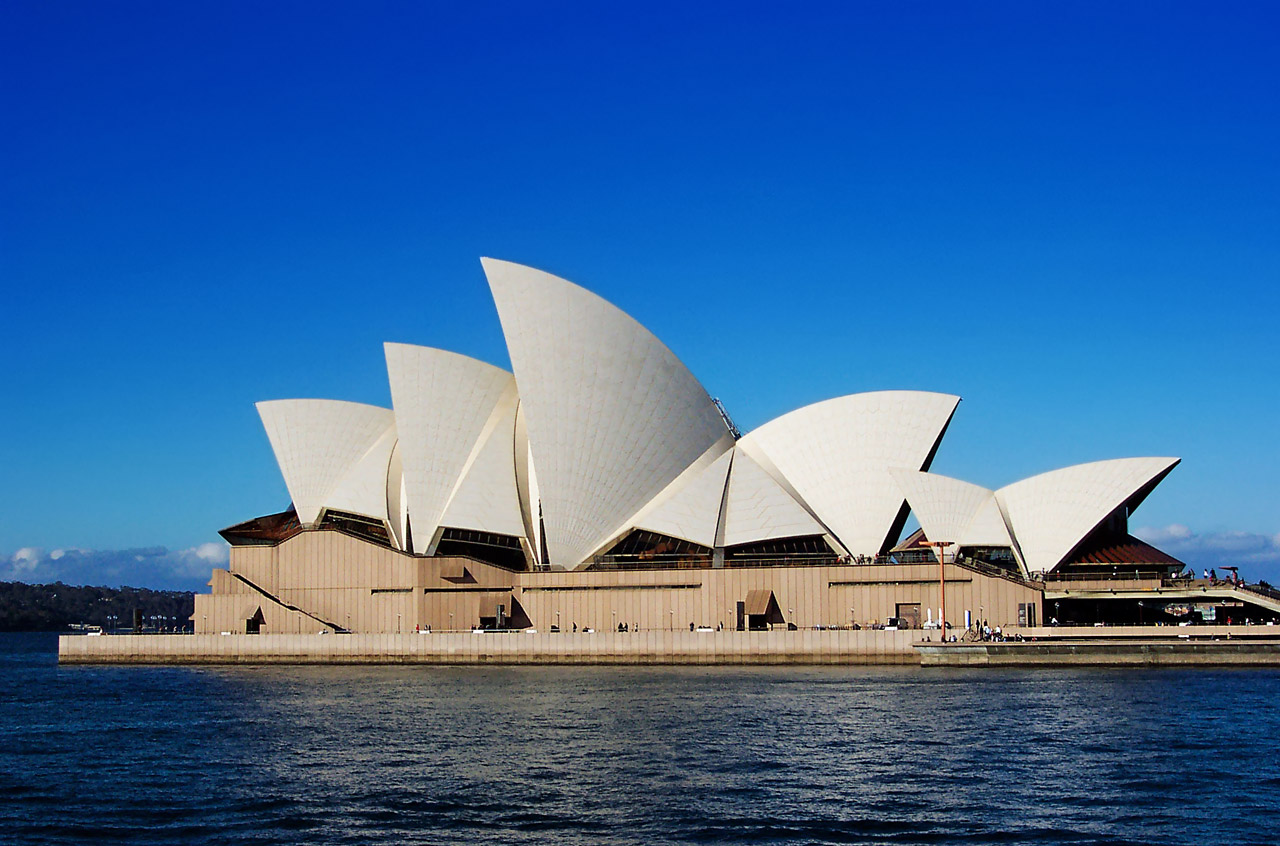
悉尼歌剧院，结构设计奧雅納，建筑设计约恩·乌松

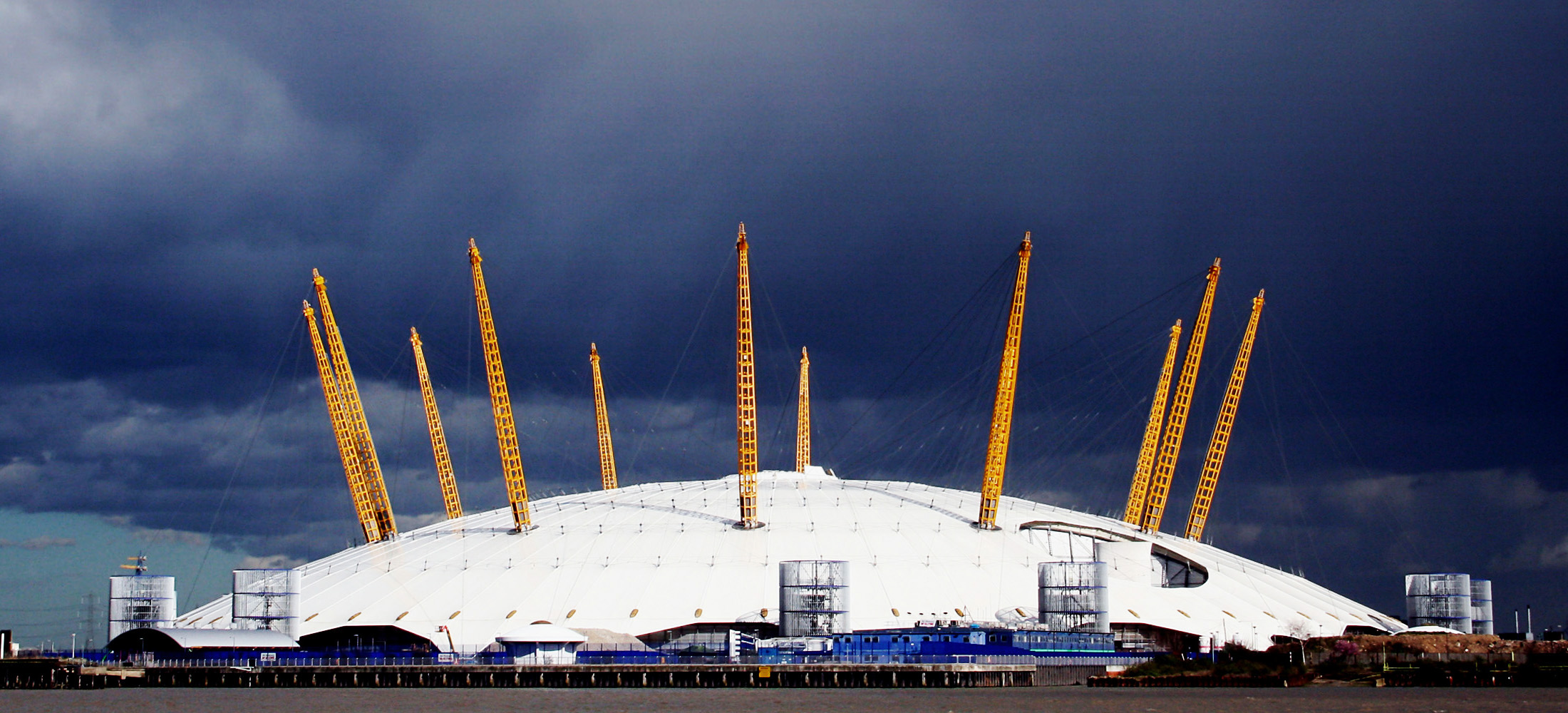
千禧巨蛋，英国伦敦，结构设计Buro Happold，建筑设计理查德·罗杰斯

建筑结构工程，通常指包括建筑物设计有关的所有结构工程。
建筑工程通过运用基本的数学和科学思想，创造性地使用材料和结构形式，最终使房屋在合理的预期负载下满足其设计功能要求和结构安全。这和单纯的建筑设计不同，建筑设计只考虑运用材料、形式、重量、空间、体积、质感和光感来实现美学，功能和艺术审美上的功能。
建筑师通常是在房屋设计时的首席设计师，结构工程师作为顾问。实际上其他每个学科的设计在很大程度上取决于结构类型。许多结构结构简单，建筑师单独即可，如多层的办公楼和住房，而其他结构，如索膜结构，薄壳结构和壳格结构，它们的强度很大程度上取决于结构形式，因而结构工程师的工作更加重要，对建筑形体美感的影响更大。
房屋结构设计必须确保建筑能够安全地站起来，能正常工作，而没有过度的变形或变动，避免结构构件因疲劳而开裂或失效，断开或分离，或造成使用不适。结构设计必须考虑到由于温度，蠕变，开裂而造成的位移和荷载。还必须确保房屋在可接受的材料制造公差下能够顺利建造。它必须配合其他建筑辅助设施（如：空调，通风，排烟，电气，照明等）。现代建筑的结构设计，往往非常复杂，需要一个庞大的团队来完成。
建筑结构工程专业包括：
- 地震工程
- 幕墙工程
- 消防工程
- 屋面工程
- 塔式建筑
- 风力工程

### 抗震结构工程
抗震结构是指那些设计时已经考虑需要抵抗所在地可能的地震作用的建筑结构。

被认为有抗震设计的金字塔卡斯蒂略金字塔

抗震设计设计结构抵抗地震作用，就像军事上修建防御工事来抵抗可能发生的战争。抗震设计和军事思想原则是相似的：做好准备，尽量减缓或减轻可能遭到的攻击。
抗震结构工程的主要目标是：
- 了解地震作用时的结构内部作用
- 预见地震时结构可能发生的结果
- 检验结构体系的抗震性能

抗震结构工程或抗震结构并不一定指非常坚硬或者昂贵。事实上，许多被认为“坚固”的结构反而太沉重，以至于极易在地震中垮塌。
现在，最“有力”和“经济”的抗震结构工程做法是基础隔震，一种被动的振动控制技术。

### 土木结构工程

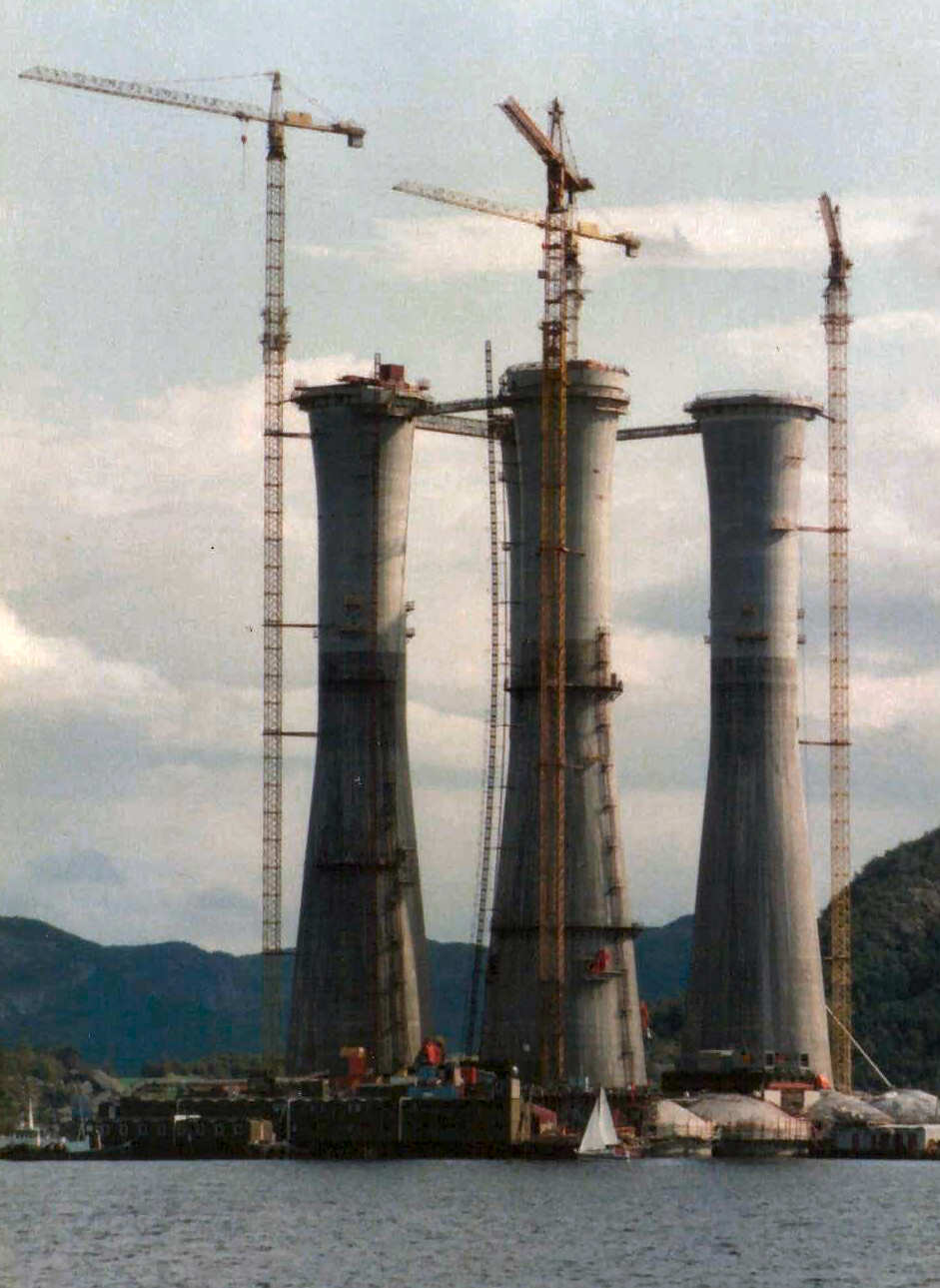
建造中的海上石油平台，挪威。建成后，将完全沉放于水中

英语语境中，土木工程包含了几乎所有建筑工程，中國俗称“大土木”。中國学术界将水坝等土木建筑独立于土木工程，俗称“小土木”。
土木结构工程指最广泛层面上的建筑结构工程，包括：
| - 桥梁 - 水坝 - 土方 - 基础 - 石油平台 - 管道运输 |  | - 发电站 - 铁路 - 挡土墙 - 道路 - 隧道 - 水路疏浚 - 给排水系统 |

结构工程师主导，常独立设计这些结构物。在这些类型的设计中，结构安全是最重要。在英国，桥梁、核电站和桥梁的设计必须由注册工程师签字负责。
土木工程结构经常需要面对极端条件，如剧烈的气候变化，冲击荷载（如飞机跑道和高架桥），高压（水压或管道压力）。也常建造于腐蚀性环境，如海洋、工业设施内或地下。

### 机械结构

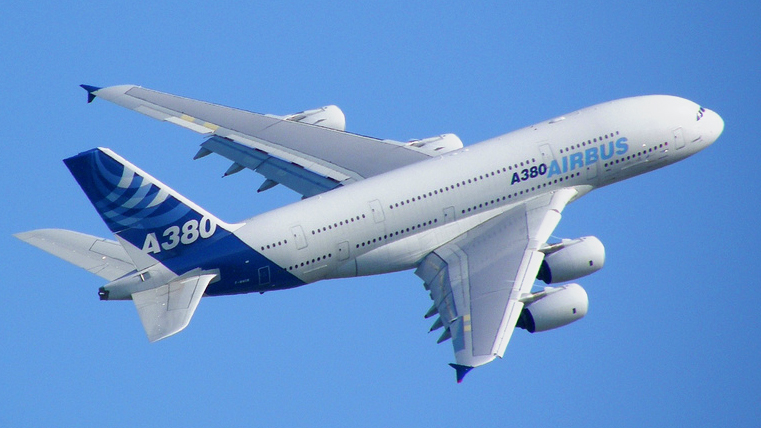
一架空中客车A380，全球载客量最高的客机

建筑结构工程的原理常被用于机械结构。静态结构设计通常假定构件总是保持稳定的几何形状（事实上，所谓的静态结构也可能发生显著变形，必要时，结构工程师设计必须予以考虑），然而机械结构包含大量活动部件，因而必须考虑金属疲劳造成的结构变形和荷载变化。
机械构件受到高频变化的冲击力，如船和飞机部件的内力会有无数次的变化，在他们的设计生命周期内。结构工程师必须确保在整个设计使用寿命中构件都不会失效。
机械结构工程：
- 机体
- 压力容器
- 车身
- 起重机
- 电梯
- 电动扶梯
- 船体

## 结构构件
任何结构都是由简单的结构构件组成的：
- 柱
- 梁
- 板
- 拱
- 壳
- 索

静定简支梁在均布荷载作用下的弯曲变形

这些结构构件可以按照形式（直线、平面、曲线）和维度（一维、二维）：
|                  | 一维     | 一维          | 二维     | 二维         |
|                  | 直线     | 曲线          | 平面     | 曲线         |
| ---------------- | -------- | ------------- | -------- | ------------ |
| （主要）弯曲     | 梁       | continuous 拱 | 板       | 平面层, 拱顶 |
| （主要）拉伸应力 | rope     | 悬链线        | 薄壳结构 | 薄壳结构     |
| （主要）受压     | 拱顶, 柱 | 拱顶, 柱      | 承重墙   | 承重墙       |

## 建筑材料

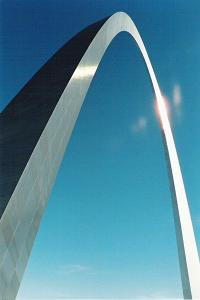
192米高，不锈钢（牌号304）材质的聖路易斯拱門，圣路易斯

结构工程取决于对材料及其性能的知识，使用不同的材料来抵御荷载。
常见建筑结构材料：
- 铁:

- 锻铁
- 铸铁
- 钢
- 不锈钢

- 混凝土:

- 钢筋混凝土
- 预应力混凝土

- 铝
- 复合材料
- 合金
- 石材
- 木材
- 其他建筑材料

- 砖
- 竹
- 碳纤维
- 纤维增强塑料
- 泥砖